# محمدامین حزباوی
محمدامین حزباوی (زاده ۱۶ اردیبهشت ۱۳۸۲ در اهواز) بازیکن فوتبال اهل ایران است که در پست مدافع میانی برای باشگاه فوتبال سپاهان در لیگ برتر خلیج فارس بازی می‌کند.

## دوران باشگاهی

### فولاد
محمدامین حزباوی محصول آکادمی فولاد خوزستان است و از کودکی در تیم‌های پایه این تیم مشغول به بازی بود که پس از درخشش در تیم‌های پایه به تیم دوم فولاد یعنی فولاد نوین در لیگ دسته دوم فرستاده شد که پس از یک فصل بازی در این تیم با نظر جواد نکونام به تیم اصلی فولاد پیوست. حزباوی برای اولین بار در مقابل استقلال به میدان رفت.

### السد
وی در سال ۱۴۰۲ با قراردادی به مدت ۵ فصل به السد قطر پیوست.
باشگاه السد قطر شامگاه دوشنبه ۱۸ تیر ۱۴۰۳ با انتشار اطلاعیه‌ای خبر از فسخ دوطرفه قرارداد با محمدامین حزباوی مدافع ایرانی تیم فوتبال خود داد. در اطلاعیه باشگاه السد آمده که پس از برگزاری جلسه و با موافقت دو طرف قرارداد این بازیکن فسخ شده است.

### سپاهان
وی پس از فسخ قرارداد با باشگاه السد قطر در ۲۰ تیر ۱۴۰۳ به مدت سه فصل به باشگاه سپاهان پیوست.

## دوران ملی
حزباوی در تیم ملی فوتبال امید ایران بازی کرده است. او کاپیتان تیم ملی جوانان فوتبال ایران در مسابقات جام ملت‌های جوانان آسیا (۲۰۲۳ ازبکستان) بود.
حزباوی به اردوی تیم ملی توسط امیر قلعه‌نویی دعوت شد و اولین بازی ملی خود را مقابل ترکمنستان انجام داد.

## آمار باشگاهی
تا تاریخ ۲۵ اردیبهشت ۱۴۰۴
| عملکرد           | عملکرد           | عملکرد           | لیگ  | لیگ | حذفی | حذفی | قاره‌ای | قاره‌ای | سوپرجام | سوپرجام | سایر | سایر | مجموع | مجموع |
| باشگاه           | فصل              | لیگ              | بازی | گل  | بازی | گل   | بازی   | گل     | بازی    | گل      | بازی | گل   | بازی  | گل    |
| ---------------- | ---------------- | ---------------- | ---- | --- | ---- | ---- | ------ | ------ | ------- | ------- | ---- | ---- | ----- | ----- |
| فولاد نوین       | ۲۰۲۰–۲۰۲۱        | لیگ دسته دوم     | ۲۱   | ۱   | ۲    | ۰    | –      | –      | –       | –       | –    | –    | ۲۳    | ۱     |
| مجموع فولاد نوین | مجموع فولاد نوین | مجموع فولاد نوین | ۲۱   | ۱   | ۲    | ۰    | –      | –      | –       | –       | –    | –    | ۲۳    | ۱     |
| فولاد            | ۲۰۲۱–۲۰۲۲        | لیگ برتر         | ۲    | ۰   | ۱    | ۰    | ۲      | ۰      | ۱       | ۰       | –    | –    | ۶     | ۰     |
| فولاد            | ۲۰۲۲–۲۰۲۳        | لیگ برتر         | ۱۵   | ۳   | ۲    | ۱    | –      | –      | –       | –       | –    | –    | ۱۷    | ۴     |
| مجموع فولاد      | مجموع فولاد      | مجموع فولاد      | ۱۷   | ۳   | ۳    | ۱    | ۲      | ۰      | ۱       | ۰       | –    | –    | ۲۳    | ۴     |
| السد             | ۲۰۲۳–۲۰۲۴        | لیگ ستارگان قطر  | ۱۹   | ۱   | ۱    | ۰    | ۴      | ۰      | –       | –       | ۱    | ۰    | ۲۵    | ۱     |
| مجموع السد       | مجموع السد       | مجموع السد       | ۱۹   | ۱   | ۱    | ۰    | ۴      | ۰      | –       | –       | ۱    | ۰    | ۲۵    | ۱     |
| سپاهان           | ۲۰۲۴–۲۰۲۵        | لیگ برتر         | ۱۹   | ۳   | ۱    | ۰    | ۶      | ۱      | ۰       | ۰       | –    | –    | ۲۶    | ۴     |
| مجموع سپاهان     | مجموع سپاهان     | مجموع سپاهان     | ۱۹   | ۳   | ۱    | ۰    | ۶      | ۱      | ۰       | ۰       | –    | –    | ۲۶    | ۴     |
| مجموع آمار       | مجموع آمار       | مجموع آمار       | ۷۶   | ۸   | ۷    | ۱    | ۱۲     | ۱      | ۱       | ۰       | ۱    | ۰    | ۹۷    | ۱۰    |

## آمار ملی

### بازی‌های ملی
تا تاریخ ۱۰ ژوئن ۲۰۲۵
| ایران | ایران | ایران |
| سال   | بازی  | گل    |
| ----- | ----- | ----- |
| ۲۰۲۴  | ۳     | ۰     |
| ۲۰۲۵  | ۱     | ۰     |
| مجموع | ۴     | ۰     |

## افتخارات

### باشگاهی

#### فولاد
- سوپر جام ایران
  - قهرمان (۱): ۱۴۰۰[۴]

#### السد
- لیگ ستارگان قطر
  - قهرمان (۱): ۲۴–۲۰۲۳[۵]

#### سپاهان
- سوپرجام ایران
  - قهرمان (۱): ۱۴۰۳[۶]

## پیوند بیرون
- محمدامین حزباوی در National-Football-Teams.com (انگلیسی)
- محمدامین حزباوی در ساکِروِی (انگلیسی)
- محمدامین حزباوی در ترنسفرمارکت (بازیکن) (انگلیسی)